# Barbara Radecki
Pour les articles homonymes, voir Radecki.
Barbara Radecki est une actrice, scénariste et productrice canadienne née à Vancouver.

## Filmographie

### Actrice
- 1989 : Murder by Night (TV) : Hostess
- 1994 : Bishôjo senshi Sailor Moon S: The Movie : Michelle Kaio - Sailor Neptune (voix)
- 1995 : Kissinger and Nixon (TV) : Muriel
- 1996 : Gotti (TV) : Mary C.B.S
- 1996 : Devil's Food (TV)
- 1998 : Sauvetage à Wildcat Canyon (Escape from Wildcat Canyon) : Jaynie Flint
- 1998 : Les filles font la loi (Strike!) : Tinka's Mother
- 1998 : Studio 54 (54) : TV Host
- 1998 : Sale temps pour les maris (Dead Husbands) (TV) : Mrs. Samuel Fisher
- 1998 : Chair de poule (Goosebumps) (TV) : Alice Rowe
- 1999 : Un de trop (Three to Tango) : Channel 28 TV Reporter
- 2000 : Rats : Girl Friend
- 2000 : Dirty Pictures (TV) : Clarissa Dalrymple
- 2002 : Expecting : Dani
- 2003 : Beautiful Girl (TV) : Caroline Leslie
- 2005 : Getting Along Famously (TV) : Debbie Bronte
- 2005 : The Life and Hard Times of Guy Terrifico : Mother Horton
- 2006 : 11 Caméras (série TV) : Paula
- 2006 : Alice Blue : Sherry
- 2006 : Man of the Year : Reporter #2

### Scénariste
- 2002 : Expecting

### Productrice
- 2002 : Expecting